# Jan Karaś
Jan Karaś (Krakkó, 1959. március 17. –) válogatott lengyel labdarúgó, csatár.

## Pályafutása

### Klubcsapatban
1982-ben a Hutnik Kraków, 1983 és 1989 között a Legia Warszawa labdarúgója volt. A Legiával egyszeres lengyel kupagyőztes volt. 1989–90-ben a görög Láriszasz, 1991-ben a finn Vaasan PS csapatában szerepelt. 1992–93-ban a Polonia Warszawa, 1994-ben a Bug Wyszków, 1994–96-ban a Dolcan Ząbki játékosa volt.

### A válogatottban
1984 és 1988 között 16 alkalommal szerepelt a lengyel válogatottban és egy gólt szerzett. Tagja volt az 1986-os mexikói világbajnokságon részt vevő csapatnak.

## Sikerei, díjai
Legia Warszawa
- Lengyel kupa
  - győztes: 1989